# Kraj Sudetów (1918)

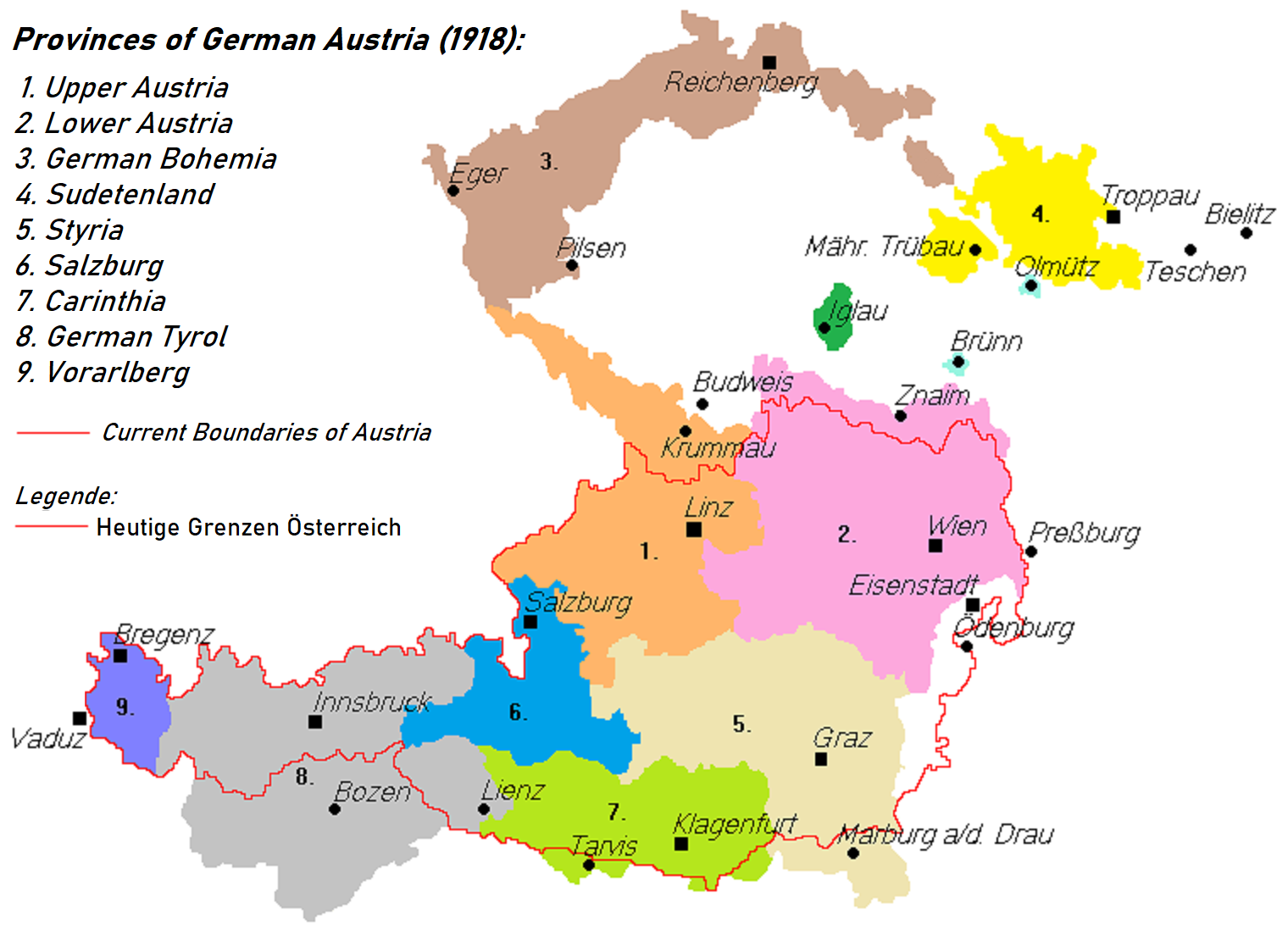
Na mapie Austrii i Czech Kraj Sudetów zaznaczono na żółto, ze stolicą w Troppau

Kraj Sudetów (niem. Sudetenland, czes. Sudetsko, Sudetská země albo Sudety) – efemeryczny twór polityczny grupujący tereny zamieszkałe w większości przez Niemców na zachodzie Śląska Austriackiego (Śląsk Sudecki), północnych Morawach i wschodnich Czechach (Hřebečsko i Ziemia Kralicka), który istniał krótko po I wojnie światowej.
28 października 1918 r. w Pradze proklamowano powstanie niepodległej Czechosłowacji. 11 listopada ostatni cesarz austriacki Karol I Habsburg zrzekł się udziału w rządach, dzień później w Wiedniu została proklamowana Republika Niemieckiej Austrii, która zgłaszała roszczenia do objęcia terenów cesarstwa zamieszkałych przez ludność niemiecką. Jedną z jej prowincji miał być Kraj Sudetów ze stolicą w Opawie (niem. Troppau). Niemcy żyjący w granicach historycznego Królestwa Czech obawiali się utraty uprzywilejowanej pozycji, jaką cieszyli się w monarchii habsburskiej i nie chcieli należeć do powstającego państwa czechosłowackiego. Zarządcą został 30 października austriacki polityk, Robert Freissler. W herbie znajdowały się głowy lwa czeskiego, orlicy morawskiej i orlicy śląskiej.
W listopadzie 1918 r. wojska czechosłowackie zaczęły wkraczać na obszar zbuntowanej prowincji.  W listopadzie zajęły Hřebečsko (Schönhengstgau) i Lanškroun, 14 listopada miasto Moravská Třebová, 1 grudnia Bílovec, 13 grudnia Fulnek, 15 grudnia Šumperk, 16 grudnia Uničov i 18 grudnia zajęły Šternberk i Opawę. 
Robert Freissler jeszcze w 1919 r. brał udział w pertraktacjach przed podpisaniem traktatu pokojowego.
Kraj Sudetów ostatecznie przestał istnieć 10 września 1919 roku, po zawarciu traktatu wersalskiego i traktatu w Saint-Germain-en-Laye, które potwierdziły przynależność tych terenów do Czechosłowacji.